# Ácsteszér
Ácsteszér es un pueblo ubicado en el distrito de Kisbér, condado de Komárom-Esztergom, Hungría.

## Superficie
Posee una superficie de 17,71 kilómetros cuadrados.

## Demografía
Hasta 2022 la población era de 642 habitantes, con una densidad de población de 36,25 habitantes por kilómetro cuadrado.